# Jacques Marchand
Ne doit pas être confondu avec Jacques Marchand (musicien).
Pour les articles homonymes, voir Marchand.
Jacques Marchand est un journaliste sportif français, né le 25 février 1921 à Paris 18e et mort le 24 octobre 2017 à Chatou (Yvelines).
Spécialisé plus particulièrement dans le cyclisme, il fut le créateur du Tour de l'Avenir. C'est également un historien du journalisme sportif, un écrivain du cyclisme, auteur de plusieurs ouvrages.

## Biographie

### Enfance
Jacques Paul Jean Marchand est né le 25 février 1921 dans le 18e arrondissement de Paris.

### Journaliste
Après des débuts à L'Écho des Sports en 1942, où Jacques Marchand couvre des matchs de boxe et de basket, il est requis pour le STO en Allemagne. Il s'évade et devient clandestin. Après la Libération de la France, convaincu de sa vocation pour le journalisme, il se fait embaucher en février 1946 par le quotidien Sports, l'un des trois journaux sportifs (avec Élans et L'Équipe) autorisés à paraître. Il écrit ensuite à Ce soir, puis à Libération. En 1955, il entre au quotidien L'Équipe, où de chef de la rubrique cycliste, il devient rédacteur en chef adjoint. Proche collaborateur de Jacques Goddet, avec lequel il suit le Tour de France, il est durant quinze ans la « voix du Tour » sur « Radio Tour », destinée à renseigner directeurs sportifs et suiveurs de l'avancement de la course.
En 1977, il quitte L'Équipe pour Le Matin de Paris en y occupant le poste de chef des sports. À la même époque, il est parmi les collaborateurs réguliers de Miroir du cyclisme.
Au sein de la profession des journalistes sportifs, Jacques Marchand a été l'un des responsables de l'Union syndicale des journalistes sportifs de France, désormais  Union des journalistes de sport en France, dont il devient président d'honneur.
Il a participé aux activités du CFPJ, le Centre de formation et de perfectionnement des journalistes.

### Organisateur de course
En 1961, le groupe L'Équipe-Le Parisien libéré lui confie la charge d'organiser une nouvelle compétition, dont il est le promoteur : une épreuve cycliste internationale, destinée aux coureurs amateurs. Le but est de faire s'affronter sur les routes françaises l'élite des amateurs de l'Ouest européen avec les champions du cyclisme de l'Est. Bien sûr, il existe déjà une telle compétition à avoir cette vocation de rencontre entre les coureurs des deux blocs géopolitiques : la Course de la Paix. Mais la FFC pratique en matière de sélection pour cette course une politique restrictive, selon beaucoup d'observateurs. De plus, les coureurs français, à l'inverse des Belges, hésitent à franchir le « rideau de fer », pour une course dont le profil leur paraît, à tort, ressembler plus à celui de classiques, que d'épreuves de montagne. Jacques Marchand se propose donc de faire venir les athlètes d'États de l'Est, pour disputer une épreuve par étapes calée sur le Tour de France : le Tour de l'Avenir. Même parcours, mais étapes moins longues et durée de la course réduite, selon les règlements, à quinze jours. La nécessité d'une telle rencontre avait été mise en lumière après les trois succès consécutifs des coureurs de la RDA aux championnats du monde « amateurs » : en 1958 et 1959, victoire de Gustav-Adolf Schur, en 1960, succès de Bernhard Eckstein. Cette même année à Rome, le Soviétique Viktor Kapitonov enlevait le titre olympique dans la course sur route... Malgré la présence de coureurs de l'Est certaines années (les Polonais dès 1961, l'un d'eux Józef Gawliczek démontrant de bonnes facultés de grimpeurs et terminant 11e au classement final de ce premier Tour de l'Avenir), la confrontation n'eut lieu que rarement. Les Fédérations cyclistes des pays de l'Est auraient demandé la réciprocité dans la valeur des sélections nationales entre « l'Avenir » et « la Paix ». Sauf en 1963, puis en 1966, les compétiteurs soviétiques ne furent que des coureurs de moindre rang, ou s'abstinrent, les Polonais, les Tchèques et Slovaques, les Bulgares étaient en manque de vainqueurs potentiels, et les coureurs d'Allemagne de l'Est n'étaient pas invités, pour des raisons politiques. Sans doute aussi l'abord de la grande montagne nécessitait des paliers de préparation, technique, physique et mentale peu envisagés lors de la création de l'épreuve. Le Tour de l'Avenir allait cependant révéler durant ses premières années d'existence des champions : Felice Gimondi, Lucien Aimar, Joop Zoetemelk, Lucien Van Impe firent des classes brillantes sur cette compétition. En ce sens, Jacques Marchand avait gagné la partie. La suite de l'histoire de cette course est plus chaotique. Qu'elle ait survécu, sous des labels divers, qu'on y associe les noms de Sergueï Soukhoroutchenkov, Greg LeMond, Olaf Ludwig, de Colombie, montre que l'« Avenir » a été au rendez-vous amorcé par Jacques Marchand en 1961.

### À l'Association internationale des organisateurs de courses cyclistes
En tant qu'organisateur de courses cyclistes Jacques Marchand participe à l'Association internationale des organisateurs de courses cyclistes (AIOCC). En 1965, il est secrétaire général de la section des courses « amateurs » qu'il crée avec en particulier les organisateurs de la Course de la Paix. Il quitte ces fonctions à la fin de l'année 1984, au moment où les courses « open » résolvent le problème de la division du cyclisme en deux aires géopolitiques.

### Mort
Jacques Marchand meurt le 24 octobre 2017 à Chatou,.

## L'auteur et l'historien du sport
Jacques Marchand, dont il a été noté l'implication dans la vie du cyclisme, est devenu un historien du journalisme sportif. En particulier, il a réalisé un ouvrage sur les journalistes pionniers, qui pour la plupart écrivaient dans le domaine du vélo : la rivalité entre Pierre Giffard et Henri Desgrange allait être source de la création du Tour de France.
Jacques Marchand est membre du comité d'honneur de l'Académie du basket-ball français.

### Ouvrages
- Le Cyclisme, éditions La Table Ronde, Paris, 1963.
- Mes 80 rounds, par Georges Carpentier, avec la collaboration de Jacques Marchand, éditions Olivier Orban, Paris,1977, 221 pages.
- Les Défricheurs de la presse sportive, éditions Atlantica, Biarritz, 1999  (ISBN 2-84394-120-2).
- Les patrons du Tour d'Henri Desgrange à Jean-Marie Leblanc, Atlantica, 2003  (ISBN 2-84394-656-5).
- Journalistes de sport. Militants-Institutions-Réalisations-Rapports avec le mouvement sportif, Atlantica, 2004  (ISBN 2-84394-730-8)
- Vélodrame, Calmann-Lévy éditeur, 2008  (ISBN 978-2-7021-3918-9)

## Distinctions
- XV d'or décerné à Jacques Marchand en 1984 par la FFR et l'USJSF.
- En 2003, Jacques Marchand reçoit le Prix de la carrière décerné par l'association des écrivains sportifs. Le Prix de la carrière récompense une femme ou un homme qui, tout au long de sa carrière, par ses écrits ou par ses travaux, a apporté une contribution importante au sport, à sa diffusion et son retentissement[4].
- Désigné Gloire du sport dans la promotion 2011[5].